# Temperaturgradientengelelektrophorese

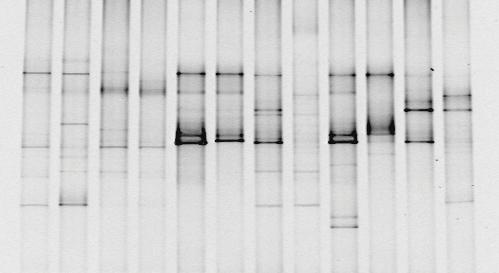
Ethidiumbromid-gefärbtes DGGE-Gel

Die Temperaturgradientengelelektrophorese (TGGE, englisch temperature gradient gel electrophoresis) und die Denaturierungsgradientengelelektrophorese (DGGE, engl. denaturing gradient gel electrophoresis) sind gelelektrophoretische Verfahren zur Trennung geladener Biomoleküle. Sie verwenden einen Temperaturgradienten oder einen chemischen Gradienten über die Länge des Polyacrylamidgels. Die TGGE und die DGGE werden zur Auftrennung von Nukleinsäuren wie DNA oder RNA und seltener auch für Proteine verwendet. Alternative Verfahren sind z. B. die DNA-Sequenzierung, die SSCP, Heteroduplex-EMSA und denaturierende HPLC.

## Temperaturgradientengelelektrophorese
Die TGGE ist eine Gelelektrophorese mit einem Temperaturunterschied über die Länge des Gels. Ab einer bestimmten Temperatur schmilzt doppelsträngige DNA in zwei Einzelstränge. Der Schmelzpunkt ist von der DNA-Sequenz und ihrer Basenpaarung abhängig und lässt sich näherungsweise berechnen. Ab der Schmelztemperatur sinkt die Wanderungsgeschwindigkeit der DNA im Gel deutlich. Der Gradient kann parallel zur elektrophoretischen Wanderungsrichtung (englisch parallel TGGE) oder orthogonal (engl. perpendicular TGGE) dazu angelegt werden. Die orthogonal orientierten Gradienten erlauben die Identifikation des Schmelzpunktes und des optimalen Temperaturbereichs für eine möglichst scharfe Trennung. Bei parallel zur Elektrophorese verlaufenden Temperaturgradienten erfolgt eine Auftrennung anhand unterschiedlicher Schmelzpunkte, und nur anfänglich nach der Molmasse. Dadurch können sowohl Mutationen als auch Sekundärstrukturen erkannt werden. Eine Variante der TGGE verwendet zuvor eine Hybridisierung zu Heteroduplexen, um die Unterschiede in der elektrophoretischen Mobilität zu verstärken.

## Denaturierungsgradientengelelektrophorese
Bei der DGGE enthält das Gel einen chemischen Gradienten eines Chaotrops. Die Aufhebung von Sekundärstrukturen erfolgt durch die zunehmend denaturierende Konzentration des Chaotrops. Die Denaturierung erfolgt meistens nicht kontinuierlich über den Gradienten, sondern in diskreten Schritten. Dadurch können Mutationen wie SNP in zwei DNA-Sequenzen verglichen werden. Der Nachteil der chemischen Gradienten ist dessen geringe Reproduzierbarkeit und bei Heteroduplexen eine gelegentlich unscharfe Auftrennung.

## Geschichte
Die DGGE wurde ab 1979 von Leonard Lerman und Stuart Fischer an der SUNY Albany entwickelt. Die Trennung von Proteinen per DGGE wurde erstmals 1994 von Thomas E. Creighton am MRC in Cambridge beschrieben. Die TGGE wurde ab 1981 durch Thatcher und Hodson sowie durch Roger Wartell entwickelt.